# 해 볼만한 아침 M&W
《해 볼만한 아침 M&W》는 KBS 2TV에서 2022년 5월 9일부터 2024년 2월 2일까지 평일 아침 7시에 방송했던 아침 경제·국제 시사 프로그램이다.

## 기획 의도
- 신뢰도 높은 전문가, 실시간 소통 Live가 함께 하는 경제, 국제 정보 큐레이션
- 경제와 국제 시사의 올바른 이해를 위해, 공영 방송만이 할 수 있는 고품질 정보 제공
- 경제/국제 시사 뉴스에 밑줄을 긋고 스토리텔링을 더하다.
- 멀티플랫폼 콜라보레이션

## MC
- 박재민 - 배우 (남)
- 이지연 - KBS 아나운서 (여)[1][2]

## 역대 방송시간
| 방송 채널 | 방송 기간                        | 방송 시간                                                          |
| --------- | -------------------------------- | ------------------------------------------------------------------ |
| KBS 2TV   | 2022년 5월 9일 ~ 2022년 8월 26일 | 1부 : 평일 아침 7:00 ~ 아침 8:10, 2부 : 평일 아침 8:10 ~ 오전 9:00 |
| KBS 2TV   | 2022년 8월 29일 ~ 2024년 2월 2일 | 1부 : 평일 아침 7:00 ~ 아침 8:05, 2부 : 평일 아침 8:05 ~ 오전 9:00 |

## 코너

### 1부 - 경제
경제뉴스 비하인드, 주식, 부동산, 노후 설계 등 각 분야에서 최고 전문가들이 멘토가 되어, 먹고 사는 문제에 대한 인사이트를 제공한다.

### 2부 - 국제시사
쏟아지는 외신들 속에서, 우리가 놓치지 말아야할 국제 시사 뉴스의 사실과 맥락을 제대로 짚어본다.

### 날씨
박소연 기상캐스터 (여)

## 결방 사유 및 편성 변경

### 2022년
- 2022년 9월 9일 : 추석 연휴로 인한 결방.

### 2023년
- 2023년 5월 29일 : 《부처님 오신날》 대체연휴로 인한 결방.
- 2023년 9월 25일 ~ 10월 9일 : 《2022 항저우 아시안 게임》 중계 및 추석 연휴로 인한 결방.

## 타이틀 변천사
현재 타이틀은 2022년 5월 9일부터를 기준으로 한다.
| 기수 | 타이틀                 | 방송 기간                          |
| ---- | ---------------------- | ---------------------------------- |
| 1기  | 상쾌한 아침입니다      | 1981년 9월 7일 ~ 1984년 3월 31일   |
| 2기  | 출발, 기동취재반       | 1984년 4월 2일 ~ 1984년 10월 27일  |
| 3기  | 7시/8시 명랑열차       | 1984년 10월 29일 ~ 1986년 5월 24일 |
| 4기  | 아침의 광장            | 1986년 5월 26일 ~ 1987년 2월 28일  |
| 5기  | 생방송 전국은 지금     | 1987년 3월 2일 ~ 1994년 10월 8일   |
| 6기  | 생방송 TV 정보센터     | 1994년 10월 10일 ~ 1995년 4월 29일 |
| 7기  | 생방송 아침을 달린다   | 1995년 5월 1일 ~ 1997년 3월 1일    |
| 8기  | 생방송 좋은 아침입니다 | 1997년 3월 3일 ~ 2000년 4월 29일   |
| 9기  | 생방송 오늘            | 2000년 5월 1일 ~ 2001년 11월 3일   |
| 10기 | 생방송 세상의 아침     | 2001년 11월 5일 ~ 2009년 10월 17일 |
| 11기 | 생방송 오늘            | 2009년 10월 19일 ~ 2011년 5월 28일 |
| 12기 | 굿모닝 대한민국        | 2011년 5월 30일 ~ 2014년 12월 31일 |
| 13기 | 2TV 아침               | 2015년 1월 1일 ~ 2016년 4월 22일   |
| 14기 | 생방송 아침이 좋다     | 2016년 4월 25일 ~ 2020년 7월 3일   |
| 15기 | 굿모닝 대한민국 라이브 | 2020년 7월 6일 ~ 2022년 5월 6일    |
| 16기 | 해 볼만한 아침 M&W     | 2022년 5월 9일 ~ 2024년 2월 2일    |

## 같이 보기
- 아침마당 (KBS 1TV)
- 생방송 오늘아침 (MBC TV)
- 모닝와이드 (SBS TV)
- 생생 정보마당 (MBN)
- 행복한 아침 (채널A)
- 네트워크 매거진(월), 굿모닝 정보세상(화~금) (TV조선)